# Montbron
 Montbron  es una población y comuna francesa, en la región de Poitou-Charentes, departamento de Charente, en el distrito de Angoulême y cantón de Montbron.

## Demografía
| 2469 | 2383 | 2541 | 2604 | 2422 | 2241 |
| Para los censos de 1962 a 1999 la población legal corresponde a la población sin duplicidades (Fuente: INSEE [Consultar]) |      |      |      |      |      |